# Willybreen
De Willybreen is een gletsjer op het eiland Barentszeiland, dat deel uitmaakt van de Noorse eilandengroep Spitsbergen.
De gletsjer is vernoemd naar Duits zoöloog Willy Kükenthal (1861-1922).

## Geografie
De gletsjer is zuidwest-noordoost georiënteerd en heeft een lengte van ongeveer vier kilometer. Hij komt vanaf de Barentsjøkulen en mondt in het oosten uit in de Olgastretet.
Ten noorden van de gletsjer ligt de gletsjer Handbreen, ten noordwesten de grotere gletsjer Augnebreen, ten zuidwesten de grotere gletsjer Reymondbreen en ten zuiden de gletsjer Isormen.